# 가브리엘 피츠패트릭
개브리엘 피츠패트릭(Gabrielle Fitzpatrick, 1967년 2월 1일 ~ )은 오스트레일리아의 배우, 모델, 가수이다.
브리즈번에서 태어났다.

## 출연 작품
- 라스트 씬 이터 (2007년)
- 다운 엔젤 (2001년)
- 매직 마스터 (2000년)
- 슈터 2 (1999년)
- 인페르노 (1999년)
- 성룡의 나이스 가이 (1997년) - 다이아나 역
- 살인 묵시록 (1995년)
- 파워 레인저 (1995년) - 둘시 역
- 패터슨 대소동 (1987년)

### 텔레비전
- 로스트 (2006-07)